# Лебанон (град, Орегон)
Лебанон (на английски: Lebanon в превод град Ливан) е град в окръг Лин, щата Орегон, САЩ. Лебанон е с население от 12950 жители (2000) и обща площ от 14 km². Намира се на 105,8 m надморска височина. ЗИП кодът му е 97355, а телефонният му код е 541.